# Guatteria duckeana
Guatteria duckeana este o specie de plante angiosperme din genul Guatteria, familia Annonaceae, descrisă de Robert Elias Fries. Conform Catalogue of Life specia Guatteria duckeana nu are subspecii cunoscute.